# 마르퀴스 튀람
마르퀴스 릴리앙 튀람윌리앵(프랑스어: Marcus Lilian Thuram-Ulien, 프랑스어 발음: [maʁkys tyʁam], 1997년 8월 6일~)은 프랑스의 축구 선수로 포지션은 공격수이다. 현재 세리에 A의 인테르나치오날레와 프랑스 축구 국가대표팀에서 활동하고 있으며 축구인 릴리앙 튀람의 첫째 아들, 축구 선수 케프렌 튀람의 형이다.
2015년 FC 소쇼-몽벨리아르에서 프로 선수 경력을 시작했고 2017년 EA 갱강으로 이적하기 전까지 리그 2에서 3시즌 동안 활동했다. 갱강에서 2년을 보낸 후 그는 분데스리가의 보루시아 묀헨글라트바흐로 이적해 묀헨글라트바흐에서 4시즌 동안 활동했다. 2023년 계약만료로 묀헨글라트바흐를 떠나 세리에 A의 FC 인테르나치오날레 밀라노로 이적했고 인테르나치오날레에서의 첫 번째 시즌에 세리에 A 우승을 달성했다.
튀람은 프랑스의 연령별 축구 국가대표팀을 거친 후 2020년 프랑스 축구 국가대표팀에 데뷔했다. 그는 프랑스 성인 대표팀 소속으로 UEFA 유로 2020, UEFA 유로 2024, 2022년 FIFA 월드컵에 참가했고 2022년 월드컵에서 준우승을 차지했다.

## 구단 경력

### 인테르나치오날레

#### 2023-24 시즌
2023년 8월 28일, 마르퀴스는 인테르가 칼리아리 칼초를 2대 0으로 이긴 2023-24 시즌 세리에 A 2라운드에서 선발로 출전해 21분 페널티박스 밖에서 자신의 왼쪽에서 페널티박스 안으로 침투하는 덴젤 둠프리스에게 공을 건넸고 둠프리스가 칼리아리의 골대 왼쪽 아래로 공을 넣으면서 어시스트를 1개 기록했다. 이후 그는 77분 마르코 아르나우토비치와 교체되었다.
마르퀴스는 이 경기에서 인테르나치오날레 소속으로 첫 번째 공격포인트를 기록했는데 이 공격포인트는 아버지 릴리앙 튀람이 2005년 11월 세리에 A에서 도움을 기록한 지 정확히 17년 282일이 지난 후 튀람 가족이 세리에 A에서 기록한 공격포인트였다.

## 국가대표팀 경력

### 프랑스 대표팀
2023년 8월 31일, 마르퀴스는 2023년 9월 7일 아일랜드 축구 국가대표팀과 12일 독일 축구 국가대표팀을 상대할 프랑스 대표팀 선수단에 포함되었다.

## 개인사
마르퀴스는 프랑스의 축구인 릴리앙 튀람의 아들이며 축구 선수 케프렌 튀람의 형이다. 그는 이탈리아의 파르마에서 아버지가 파르마 칼초에서 활동하던 당시에 태어났으며 아버지는 자메이카의 흑인 운동가 마커스 가비의 이름을 따 그의 이름을 지어줬다.

## 수상 내역

#### 인테르
- 세리에 A : 2023-24
- 수페르코파 이탈리아나 : 2023

#### 프랑스
- 2016년 UEFA U-19 축구 선수권 대회

### 개인
- 세리에 A 올해의 팀 : 2023-24
- 세리에 A 시즌의 팀 : 2024-25
- 세리에 A 올해의 골 : 2024
- 세리에 A 이 달의 선수 : 2024년 8월
- 세리에 A 이 달의 득점 : 2023년 9월
- 분데스리가 이 달의 루키 : 2019년 9월, 10월, 11월